# Engaeus mallacoota
Engaeus mallacoota là một loài tôm hùm đất trong họ Parastacidae. Chúng là loài đặc hữu của Úc.